# Wortmania
Wortmania is een geslacht van uitgestorven zoogdieren uit de familie Stylinodontidae van de Taeniodonta. Dit dier leefde tijdens het Vroeg-Paleoceen in Noord-Amerika. Er is één soort bekend, W. otariidens.

## Kenmerken
Wortmania verving in het Vroeg-Paleoceen gegeneraliseerde taeniodonten zoals Onychodectes. Met een gewicht van ongeveer 20 kg was het een van de grootste zoogdieren van zijn tijd. Aan de poten zaten sterk gekromde klauwen, die waarschijnlijk gebruikt werden voor het uitgraven van plantaardig voedsel als wortels en knollen. Wortmania had een robuuste lichaamsbouw met een brede kop met een korte, dikke snuit en een robuuste onderkaak. Het gebit bestond uit grote voor- en hoektanden en de tanden hadden hoge kronen voor het eten van taaie vegetatie. Wortmania was groter en robuuster dan Onychodectes en de conoryctiden en daardoor een krachtigere graver, maar kleiner en minder robuust dan latere taxa uit Stylinodontidae. Wortmania schuilde waarschijnlijk in holen.

## Vondsten
Het eerste fossiele materiaal van Wortmania werd gevonden in het San Juan-bekken in New Mexico. Latere vondsten zijn gedaan in Montana. Alle fossielen dateren uit het Puercan, het eerste deel van het Paleoceen in Noord-Amerika. Na het Puercan werd Wortmania vervangen door de verder ontwikkelde verwant Psittacotherium.